# Fonts d'Agullet
Les Fonts d'Agullet són unes fonts del terme municipal de la Torre de Cabdella (antic terme de Mont-ros), del Pallars Jussà, dins del territori del poble de Mont-ros.
Està situada a 2.225 m d'altitud, molt enlairada al nord-est del poble de Mont-ros, al vessant sud-occidental del Tuc de la Cometa. Són a l'origen del barranc de Riuferreres.